# Menzelinszki járás

A Menzelinszki járás Tatárföldön

A Menzelinszki járás (oroszul Мензелинский район, tatárul Минзәлә районы) Oroszország egyik járása Tatárföldön. Székhelye Menzelinszk.

## Népesség
- 1989-ben 30 517 lakosa volt.
- 2002-ben 31 295 lakosa volt.
- 2010-ben 29 359 lakosa volt, melyből 17 646 tatár, 10 403 orosz, 795 mari, 132 csuvas, 67 ukrán, 50 baskír, 31 udmurt, 15 mordvin.